# Spilit

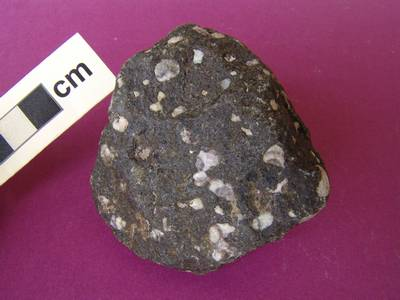
Spilit

Spilit är en magmatisk bergart som ofta bildas när basaltisk lava möter havsvatten. Ofta när havsvatten cirkulerar i nybildade varma basalter. Spilit är mindre hård och ljusare än oomvandlad vanlig basalt. Kuddlavor är ofta spilitiserade i ytterzonerna. I spilit har plagioklas ersatts av albit. Sekundära mineral har också bildats och har ofta fyllt ut sprickor och hålrum. De sekundära mineralen kan vara kalcit, klorit och epidot. Kornstorleken är oftast upp till 0,5mm, men sekundärmineral kan vara grövre.
Spiliter förekommer ofta i närhet till sulfid och järn-malmer som utsöndrats som "black smokers". 